# 236988 Robberto
236988 Robberto é um asteroide do cinturão principal que orbitam entre Marte e Júpiter. Ele possui uma magnitude absoluta de 17,5.

## Descoberta
236988 Robberto foi descoberto no dia 25 de agosto de 2008 através do Observatório Astronômico de La Sagra.

## Características orbitais
A órbita de 236988 Robberto tem uma excentricidade de 0,2007006 e possui um semieixo maior de 2,4288554 UA. O seu periélio leva o mesmo a uma distância de 1,9413827 UA em relação ao Sol e seu afélio a 2,9163281 UA.